# Cairneyella
Cairneyella — рід грибів. Назва вперше опублікована 2016 року.

## Класифікація
До роду Cairneyella відносять 1 вид:
- Cairneyella variabilis